# Ramsgate
Ramsgate è una città di 39 639 abitanti della contea del Kent, in Inghilterra, situata nell'Isola di Thanet ed appartenente - dal punto di vista amministrativo - al distretto di Thanet.

## Amministrazione

### Gemellaggi
- Conflans-Sainte-Honorine, Francia
- Chimay, Belgio
- Frederikssund, Danimarca